# Roberto Franzon
Roberto Franzon (Rosignano Solvay, 12 novembre 1943) è un allenatore di calcio ed ex calciatore italiano, di ruolo centrocampista.

## Carriera
Ha disputato 23 incontri nella Serie A 1971-1972 con la maglia del Catanzaro.
Ha inoltre collezionato 189 presenze e 8 reti in Serie B nelle file di Catanzaro, Brindisi e Brescia, conquistando col Catanzaro la promozione in A nella stagione 1970-1971.